# سامانثا لوجيك
سامانثا لوجيك (بالإنجليزية: Samantha Logic)‏ مواليد 22 أكتوبر 1992 في راسين، هي لاعبة كرة سلة أمريكية. بدأت مسيرتها الاحترافية في سنة 2015. تم اختيارها من قبل فريق أتلانتا دريم خلال الدرافت. تلعب مع سان أنطونيو ستارز في دوري الاتحاد الوطني لكرة السلة النسائية كلاعب هجوم خلفي. وتحمل الرقم 22. يبلغ طولها 5 قدم 9 بوصة (1.8 م). لعبت كرة السلة الجامعية في جامعة آيوا. لعبت في الدوري الفرنسي لكرة السلة للسيدات في موسم 2015–2016.

## روابط خارجية
- سامانثا لوجيك على موقع الاتحاد الوطني لكرة السلة النسائية (الإنجليزية)
- سامانثا لوجيك على موقع كرة السلة الأوروبية.كوم (الإنجليزية)
- سامانثا لوجيك على موقع كلية كرة السلة في سبورتس رفرنس.كوم (الإنجليزية)
- سامانثا لوجيك على موقع بروبوليرز (الإنجليزية)
- سامانثا لوجيك على موقع سبورتس رفرنس (الإنجليزية)